# Парламент на Шотландия
Парламентът на Шотландия е законодателният орган на Шотландия. Намира се в столицата Единбург.
Историческото Кралство Шотландия е имало свой собствен парламент до обединението му с Кралство Англия през 1707 година (вж Кралство Великобритания, по-късно Обединено кралство). Като част от Обединеното кралство Шотландия няма собствен държавен глава. Вместо това съответният британски крал или кралица е държавен глава на цяла Великобритания. Към 2012 г. тази длъжност изпълнява кралица Елизабет II.
Парламентът на Шотландия имал една камара и се споменава за първи път в началото на 13 век – заседание от 1235 г., по време на управлението на Александър II (Шотландия).
През 1999 г. Шотландия отново получава право на свой собствен парламент. За да се прави разлика с предишния, настоящият парламент се нарича Шотландски парламент (на английски: Scottish Parliament; на шотландски келтски: Pàrlamaid na h-Alba; Scots: Scottish Pairlament)
Неофициално парламентът се нарича "Холируд (Holyrood)" подобно на краткото „Уестминстър“ за Парламента на Обединеното кралство. Той е демократично избран орган със 129 члена, наричани Членове на Шотландския парламент на английски: Members of the Scottish Parliament (MSPs). Те се избират за срок от четири години.
Така за повечето аспекти на вътрешната политика на Шотландия са Шотландският парламент, първият министър (съпоставим с министър-председател) и кабинетът. Административното седалище на тези институции е Единбург.